# Dipodillus rupicola
Dipodillus rupicola — вид підродини Піщанкові (Gerbillinae).

## Поширення
Цей вид відомий з скелястих місць проживання, на правому березі річки Нігер, Малі. Зафіксований в скелястих районах і скелях, оточених сухою саваною.

## Загрози та охорона
Немає великих загрози цьому виду. Не відомо, чи вид присутній в будь-якій з охоронних територій. 